# Alfred Braun

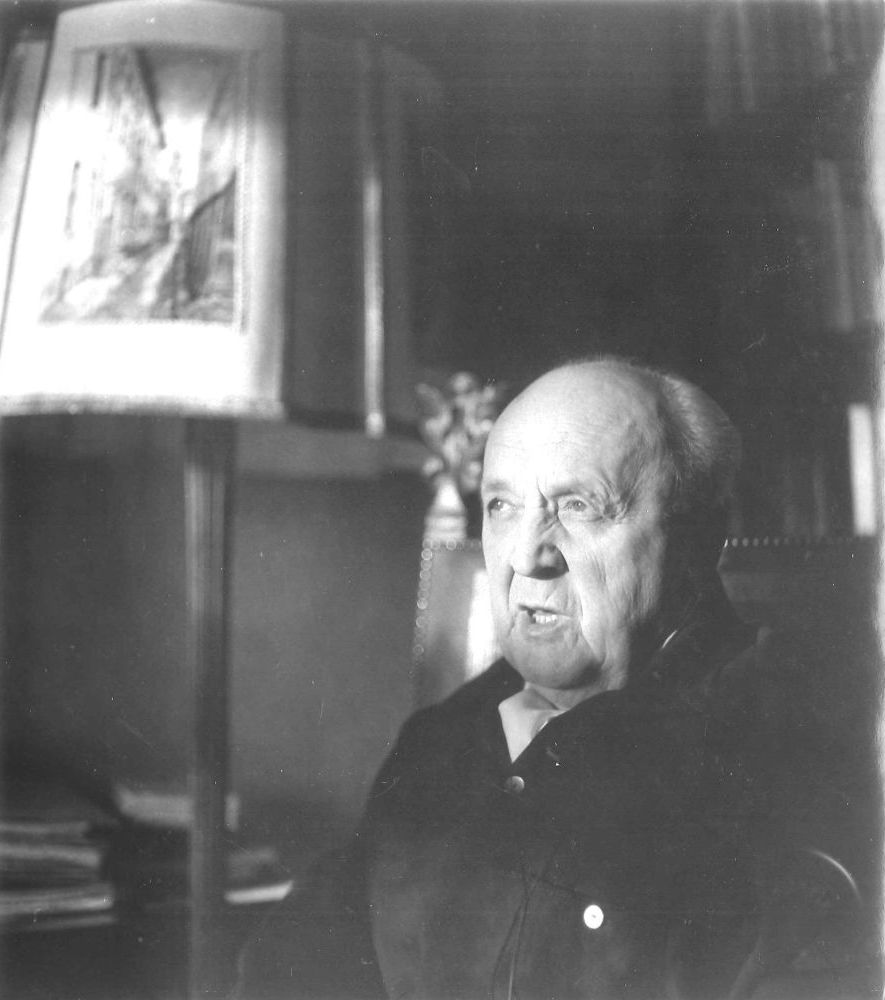
Braun in einer Porträtaufnahme des Berliner Fotografen Werner Bethsold Mitte der 70er Jahre

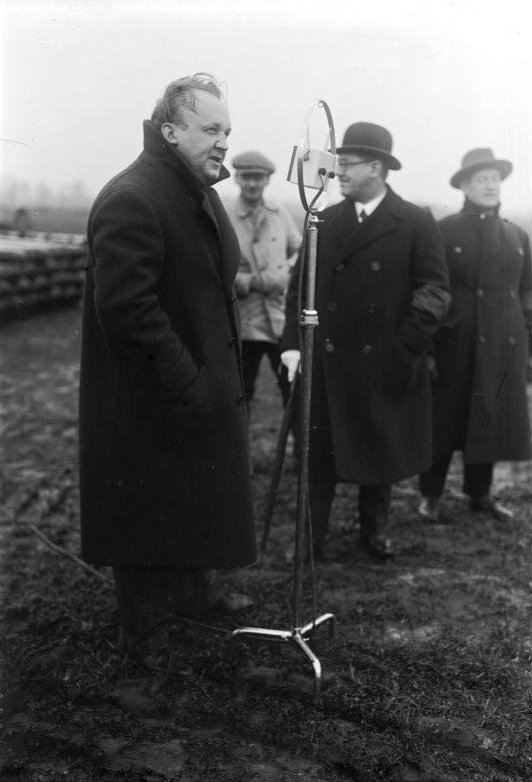
Braun bei der Landung des Zeppelins LZ 127 in Staaken, 1928

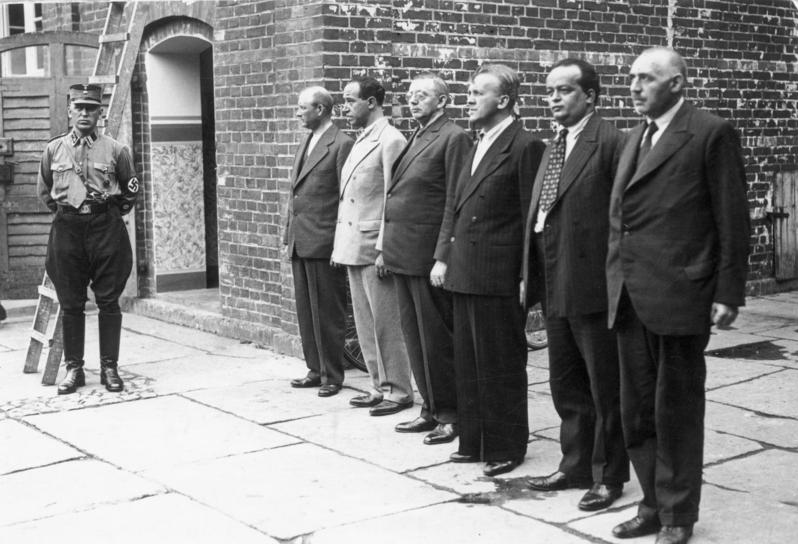
Von rechts: Ernst Heilmann, Friedrich Ebert junior, Alfred Braun, Heinrich Giesecke, Hans Flesch und Kurt Magnus als Häftlinge im KZ Oranienburg, August 1933

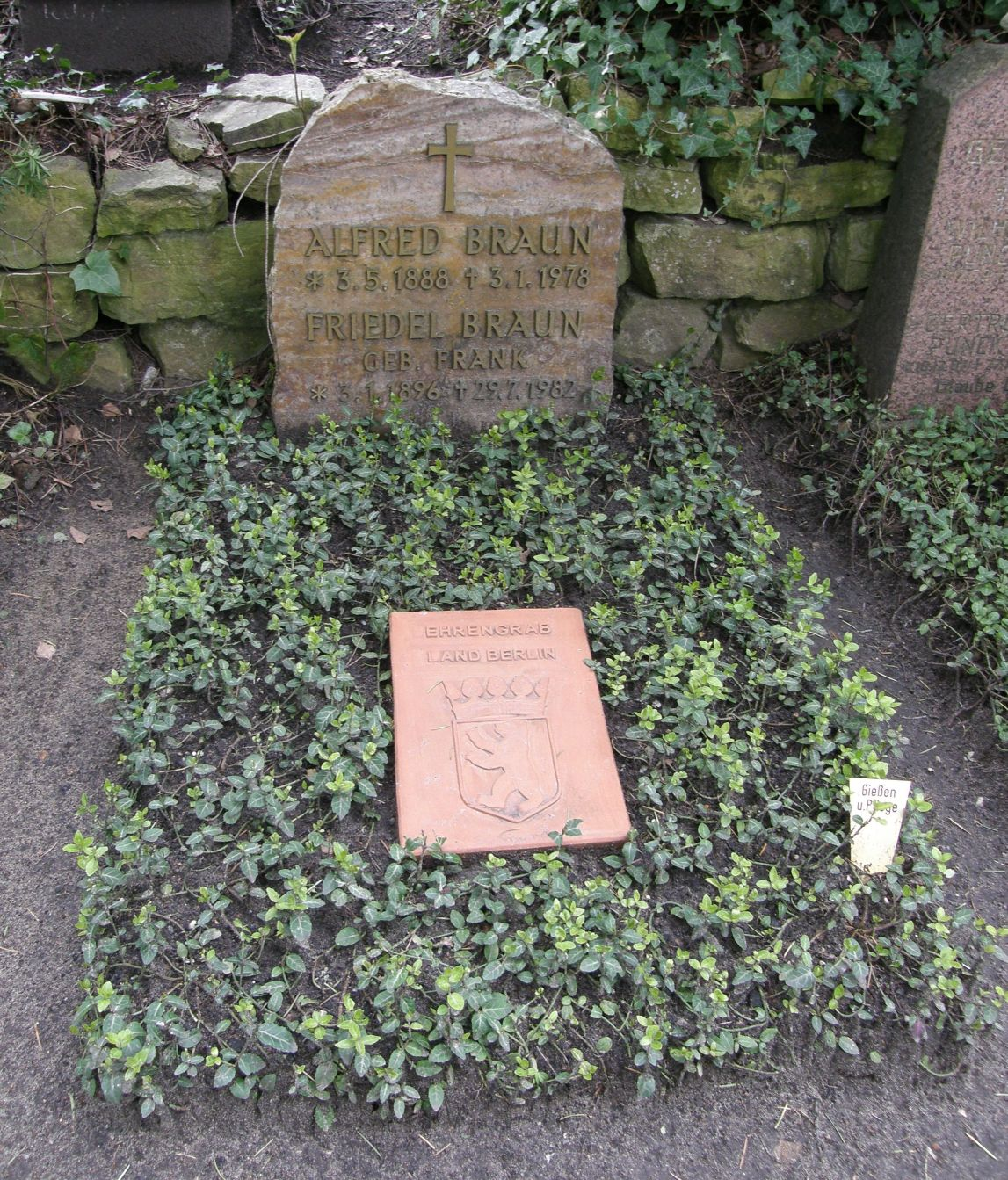
Ehrengrab von Alfred Braun auf dem Friedhof Heerstraße in Berlin-Westend

Alfred Braun (* 3. Mai 1888 in Berlin; † 3. Januar 1978 ebenda) war ein Pionier des deutschen Rundfunks. Braun wurde unter anderem als Rundfunkreporter und Hörspielregisseur berühmt. Er war auch Schauspieler, Regisseur bei Bühne und Film sowie Drehbuchautor.

## Leben
Alfred Braun wuchs im proletarischen Berlin NO auf, später nannte er sich einen „Jungen vom Prenzlauer Berg“. Die mit einem Begabtenstipendium ermöglichte höhere Ausbildung brach er mit 17 Jahren zugunsten seiner Leidenschaft für das Theater ab. Er wurde ein Schüler von Max Reinhardt und erhielt 1907 sein erstes Engagement als Schauspieler am Berliner Schiller-Theater. Im Ersten Weltkrieg war Braun als einziger Ernährer seiner Familie vom Kriegsdienst freigestellt. Ab November 1924 begann seine Tätigkeit beim Funk, zunächst als Sprecher, später auch als Regisseur der Funk-Stunde Berlin, dem ersten Radiosender Deutschlands. In die Rundfunkgeschichte eingegangen sind Brauns Live-Reportagen von der Trauerfeier für Reichsaußenminister Gustav Stresemann (6. Oktober 1929) und der Verleihung des Nobelpreises für Literatur an Thomas Mann (10. Dezember 1929), ebenso die Inszenierung von SOS … rao rao … Foyn, dem ältesten komplett erhaltenen Hörspiel in deutscher Sprache. Diese Inszenierung von Alfred Braun blieb im Deutschen Rundfunkarchiv (DRA) erhalten und wurde vom DRA-eigenen Verlag Ende 2013 als Audio-CD herausgebracht.
Bis 1933 war er Leiter der Schauspielabteilung der Funk-Stunde Berlin. Immer wieder übernahm er selbst auch Filmrollen. Der Sozialdemokrat Braun gehörte zu den populärsten Gestalten der Weimarer Republik. Der Machtantritt der Nationalsozialisten beendete 1933 Brauns Tätigkeit. Die Gestapo verhaftete Braun im August 1933 unter dem Vorwurf, als ein Hauptvertreter des „Weimarer Systemrundfunks“ der Verantwortliche für eine „Verjudung der Funkstunde“ zu sein, und brachte ihn für sechs Wochen in das Konzentrationslager Oranienburg, dann in das Untersuchungsgefängnis Berlin-Moabit. Zu einer Anklage Brauns im geplanten und im Herbst 1934 veranstalteten „Reichs-Rundfunk-Prozess“ kam es nicht.
Ende September 1933 erreichte der prominente Schweizer Theaterschaffende Ferdinand Rieser Brauns Freilassung, die mit einer Emigration in die Schweiz verbunden war. Zunächst engagierte ihn Rieser 1933 am Schauspielhaus Zürich. Danach war Braun von 1935 Ende 1937 Schauspieler und Regisseur am Stadttheater Basel. Nach Ablehnung seines Antrags auf Rehabilitierung und Wiederbeschäftigung beim Berliner Rundfunk durch Joseph Goebbels vermittelte ihm Carl Ebert 1937 die Stelle des Rhetoriklehrers an der Theater- und Opernabteilung der türkischen National-Akademie in Ankara. Bei Kriegsausbruch kehrte Braun 1939 nach Berlin zurück und wurde, zunächst anonym, Kriegsberichterstatter, dann Drehbuchautor. Das Deutsche Bühnenjahrbuch 1940 vermerkt Alfred Braun als kommissarischen Leiter des Bereichs Produktion I – Zeitgeschehen beim Deutschen Fernseh-Rundfunk, Kaiserdamm 77. Unter Veit Harlan war Braun 1940 Regieassistent bei dessen antisemitischem Hetzfilm Jud Süß, fungierte 1941 als Sprecher des Fliegerwerbefilms Himmelsstürmer und verfasste danach für Harlan die Drehbücher zu den Filmen Die goldene Stadt, Opfergang, Immensee und Kolberg.
Vor dem Kriegsende hatte sich Braun nach Stuttgart zurückgezogen, wo er 1943 ein kleines Anwesen erworben hatte. In der Nachkriegszeit arbeitete er dort von 1945 bis 1947 für die amerikanische Besatzungsmacht im Rundfunk. Von der sowjetischen Besatzungsmacht als „Antifaschist“ angefordert, zog Braun 1947 in den Ost-Berliner Bezirk Prenzlauer Berg, um Kommentator am kommunistischen Berliner Rundfunk zu werden, wo er antiamerikanische Propaganda betrieb. Diese Tätigkeit beendete er im Jahr 1949. Anschließend hatte er in Westdeutschland und West-Berlin als Hörspielregisseur und Filmregisseur Erfolg, unter anderem 1953 mit dem Zarah-Leander-Film Ave Maria. Seine Inszenierungen hatten einen stark gefühlsbetonten Charakter, wie er im bundesdeutschen Film der 1950er Jahre häufig war. In der Filmbiografie Stresemann widmete Braun sich erneut dem Reichsaußenminister Gustav Stresemann.
Im Jahr 1954 berief ihn der Senat von Berlin zum Intendanten des in West-Berlin neugegründeten Sender Freies Berlin, danach war er von 1957 bis 1958 dort Programmdirektor und führte nebenher Regie in mehreren Filmen.
Alfred Braun starb Anfang 1978 im Alter von 89 Jahren in West-Berlin. Sein Grab befindet sich auf dem landeseigenen Friedhof Heerstraße in Berlin-Westend. Auf Beschluss des Berliner Senats ist die letzte Ruhestätte von Alfred Braun (Feld 18-K-102) seit 1990 als Ehrengrab des Landes Berlin gewidmet. Die Widmung wurde im Jahr 2016 um die übliche Frist von zwanzig Jahren verlängert.
Seine Tochter ist die Schauspielerin Etta Braun (* 1928).

## Werke
Tondokumente
- Stimmen des 20. Jahrhunderts: Der Klang der zwanziger Jahre. Prod.: DHM/DRA, 2004. (Die Audio-CD enthält Brauns Rundfunkreportagen aus dem Jahr 1929.)
- William Shakespeare: Romeo und Julia mit Klaus Kinski. Regie: Alfred Braun. Prod.: Berliner Rundfunk, 1949.

## Filmografie
- 1912: Jugendstürme – Ein Offiziersroman (Schauspieler)
- 1916: Das Leid der Liebe (Schauspieler)
- 1919: Der Sohn der Magd (Schauspieler)
- 1920: Die Spieler (Schauspieler)
- 1924: Das sonnige Märchen vom Glück (Schauspieler)
- 1924: Die Bacchantin (Schauspieler)
- 1924: Rosenmontag (Schauspieler)
- 1927: Funkzauber (Schauspieler)
- 1930: Tingel-Tangel (Schauspieler)
- 1930: Flachsmann als Erzieher (Schauspieler)
- 1931: Dann schon lieber Lebertran (Schauspieler)
- 1932: Spione im Savoy-Hotel (Schauspieler)
- 1940: Jud Süß (Regieassistent)
- 1941: Die goldene Stadt (Co-Drehbuch)
- 1942/51: Augen der Liebe (Regie und Co-Drehbuch)
- 1943: Immensee (Co-Drehbuch)
- 1943/45: Kolberg (Co-Drehbuch)
- 1944: Opfergang (Co-Drehbuch)
- 1944: Große Freiheit Nr. 7 (Schauspieler)
- 1945: Der Puppenspieler (Regie und Co-Drehbuch, unvollendet)
- 1948: Chemie und Liebe (Schauspieler)
- 1949: Anonyme Briefe (Schauspieler)
- 1949: Mädchen hinter Gittern (Regie)
- 1950: Die Treppe (Regie und Schauspieler)
- 1950: Pikanterie (Regie)
- 1951: Primanerinnen (Schauspieler)
- 1951: Wenn die Abendglocken läuten (Regie und Schauspieler)
- 1952: Tausend rote Rosen blühn (Regie)
- 1953: Ave Maria (Regie und Schauspieler)
- 1953: Komm zurück... (Regie)
- 1956: Stresemann (Regie)
- 1958: Schwarze Nylons – Heiße Nächte (Regie)
- 1959: Morgen wirst du um mich weinen (Regie)
- 1963: Scotland Yard jagt Dr. Mabuse (Schauspieler)
- 1967: Der Tod eines Doppelgängers (Idee)

## Hörspiele (Auswahl)
- 1925: Friedrich Schiller: Wallensteins Lager – Bearbeitung und Regie (Funk-Stunde Berlin), 3. Januar 1925
- 1926: Christian Dietrich Grabbe: Herzog Theodor von Gothland Bearbeitung; Klabund, Komposition: Kurt Weill, Co-Bearbeiter und Regie (Funk-Stunde Berlin), 1. September
- 1927: Bertolt Brecht: Mann ist Mann, mit Ernst Legal – Regie (Funk-Stunde Berlin)
- 1927: Walter Mehring: Sahara – Eine Reise in Hörbildern, mit Walter Mehring, – Regie (Funk-Stunde Berlin), 24. September
- 1927: William Shakespeare: Macbeth, Bearbeitung: Bertolt Brecht – Co-Bearbeiter und Regie (Funk-Stunde Berlin)
- 1928: Ferdinand Raimund: Alpenkönig und Menschenfeind, Bearbeitung: Hans Bodenstedt – Regie (Nordische Rundfunk AG)

- 1929: Friedrich Wolf: SOS … rao rao … Foyn – „Krassin“ rettet „Italia“ – Regie: Alfred Braun (Hörspiel – RRG)
- 1931: William Shakespeare: Hamlet, Bearbeitung: Bertolt Brecht, Komposition: Walter Gronostay – Regie (Funk-Stunde Berlin)
- 1932: Bertolt Brecht: Die heilige Johanna der Schlachthöfe, Co-Regie: Bertolt Brecht – Regie (Funk-Stunde Berlin)
- 1947: Friedrich Karl Kaul: Einer von vielen – Regie (Berliner Rundfunk)
- 1947: Bernhard Zebrowski: Abschied von Shanghai (Sprecher) – Regie: Hannes Küpper (Berliner Rundfunk)
- 1947: Hans Sattler: Der Weg aus dem Dunkel – Regie (Berliner Rundfunk)
- 1948: Friedrich Karl Kaul: Auf die Barrikaden – Regie (Berliner Rundfunk)
- 1948: George Bernard Shaw: Der Kaiser von Amerika – Regie (Berliner Rundfunk)
- 1948: Stralauer Fischzug (auch Autor und Sprecher) – Regie (Berliner Rundfunk)
- 1949: William Shakespeare: Romeo und Julia (Prologsprecher) – Regie (Berliner Rundfunk)
- 1949: George Bernard Shaw: Die heilige Johanna – Regie (Berliner Rundfunk)

## Ehrung

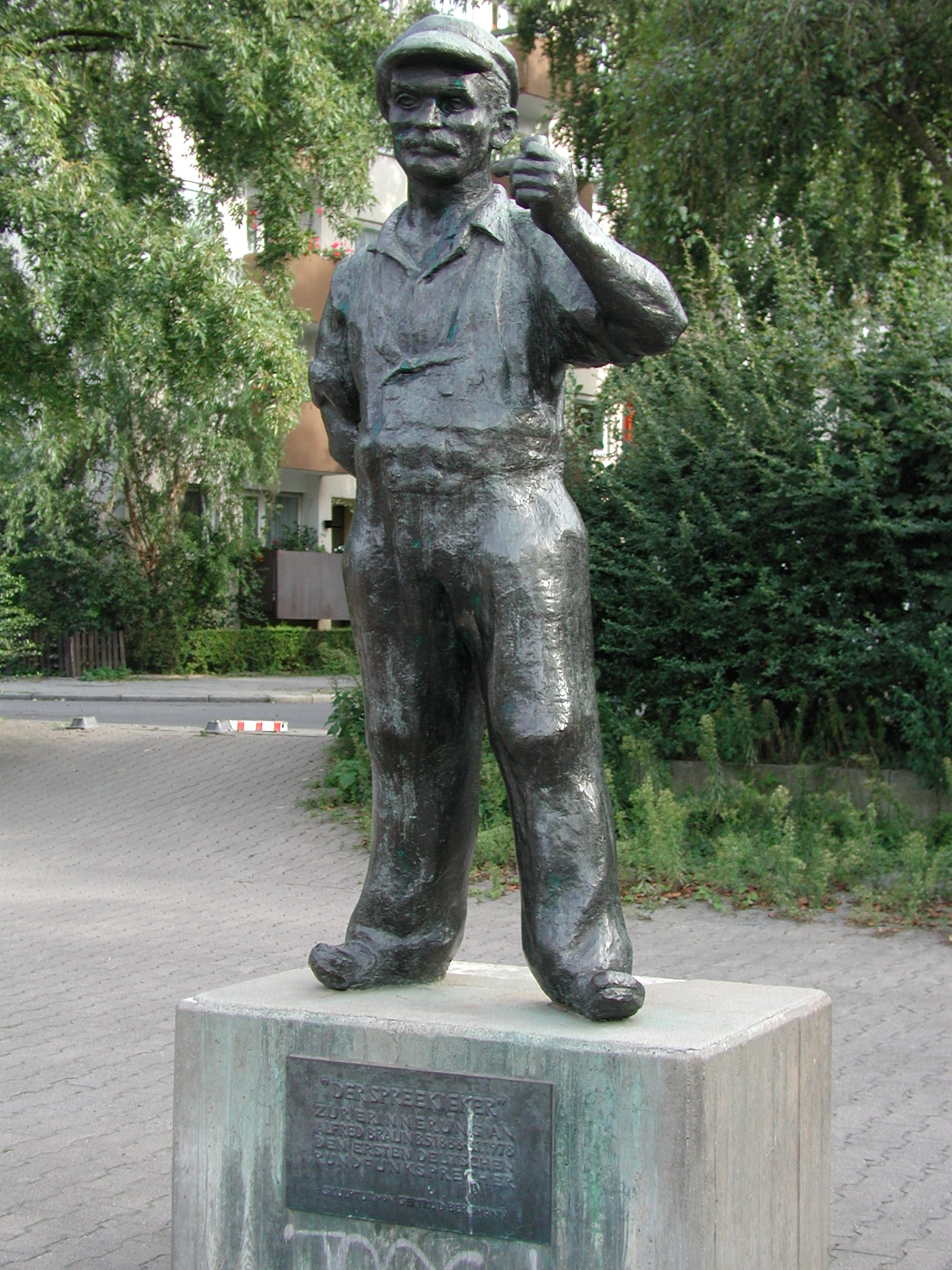
Der Spreekieker

Am Iburger Ufer direkt an der Spree im Ortsteil Berlin-Charlottenburg befindet sich ein Denkmal Der Spreekieker, das von der Künstlerin Gertrud Bergmann stammt und den „ersten Rundfunksprecher“ Deutschlands ehrt. Die Bezeichnung des Denkmals erinnert an eine ab 1962 alle 14 Tage von Alfred Braun beim SFB gesprochene Reportagesendung, deren Texte er 1965 auch in Buchform veröffentlichte.